# Lancair Legacy
El Lancair Legacy es un monoplano de ala baja con capacidad para dos personas fabricado por Lancair. Es una versión mejorada del Lancair 320.

## Diseño y desarrollo
Cuenta con un ala baja tipo cantilever, dos asientos ubicados lado a lado dentro de una cabina cerrada tipo burbuja, tiene un motor con "configuración de tractor" y puede tener configuración con tren de aterrizaje retráctil o tren de aterrizaje fijo. El avión está hecho de materiales compuestos formados al vacío y puede utilizar los motores Lycoming IO-360 de 210 HP o Continental IO-550 de 310 HP.

## Variantes
- Legacy RG-550

Variante con tren de aterrizaje retráctil, cubierta de fuselaje y alas de carbono. Cuenta con un motor Continental IO-550N de 310 HP.
- Legacy FGC-550

Variante con tren de aterrizaje fijo y con la misma estructura de carbón y motor del RG-550.
- Legacy FG-390

Variante con tren de aterrizaje fijo, con un fuselaje de fibra de vidrio con refuerzos de carbono, más económico que el de las variantes RG-550 y FGC-550. La aeronave cuents con un motor Lycoming IO-390X.
- CIAC T-90 Calima

Variante del FG-390 construida bajo licencia por CIAC para la Fuerza Aérea Colombiana.

## Historia operacional
- En 2009 la Fuerza Aérea de Colombia ordenó 25 Legacy FG modificados para ser utilizados como entrenadores básicos. Las aeronaves tenían 15 % más de superficie alar que el Legacy FG estándar. A estos aviones se les conoce como Lancair Sinergia y se entregaron como kits de montaje en Colombia.[3][4]
- La Armada de México operaba 2 Lancair Legacy 2000 con matrículas AMP-165 y AMP-166. El Lancair AMP-165 fue perdido en un accidente cerca de Tampico en abril de 2014.[5][6][7]

## Especificaciones (Legacy 550)
Características generales
- Tripulación: 1
- Capacidad de pasajeros: 1
- Longitud: 6.71 m
- Envergadura: 7.77 m
- Superficie alar: 7.66 m²
- Peso en vacío: 680 kg
- Peso bruto: 998 kg
- Capacidad de combustible: 246 Litros
- Planta motriz: 1 × Continental IO-550N de 310 HP

Rendimiento
- Velocidad de crucero: 240 kn (444 km/h)
- Velocidad de entrada en pérdida: 56 kn (105 km/h) en configuración de aterrizaje
- Alcance: 999 nmi (1,851 km)
- Techo de vuelo: 18 000 ft (5 486 m)
- Régimen de ascenso: 2000 ft/min; 10 m/s
- Carga alar: 110 kg/m²

## Galería de fotos

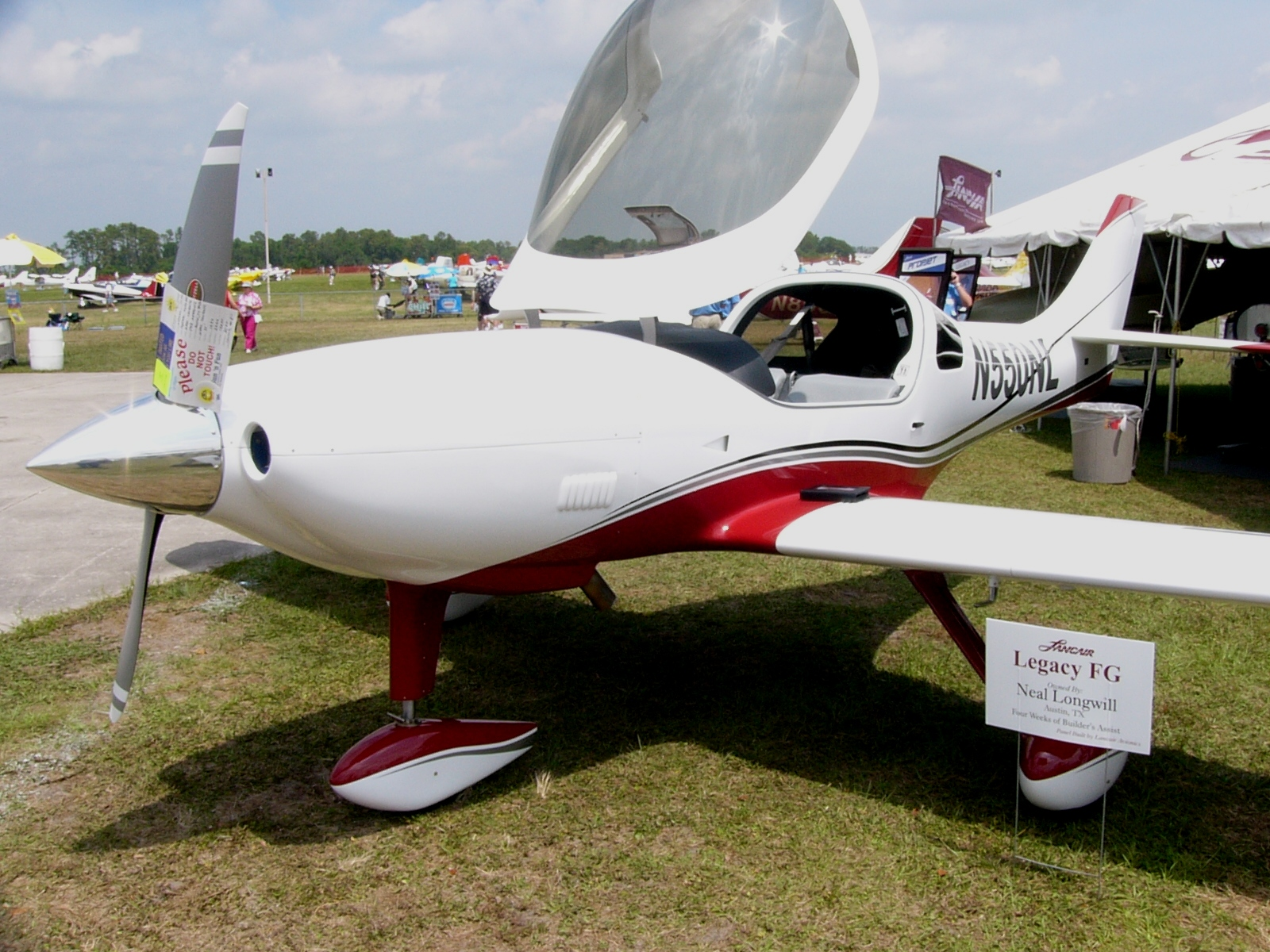
Legacy FG
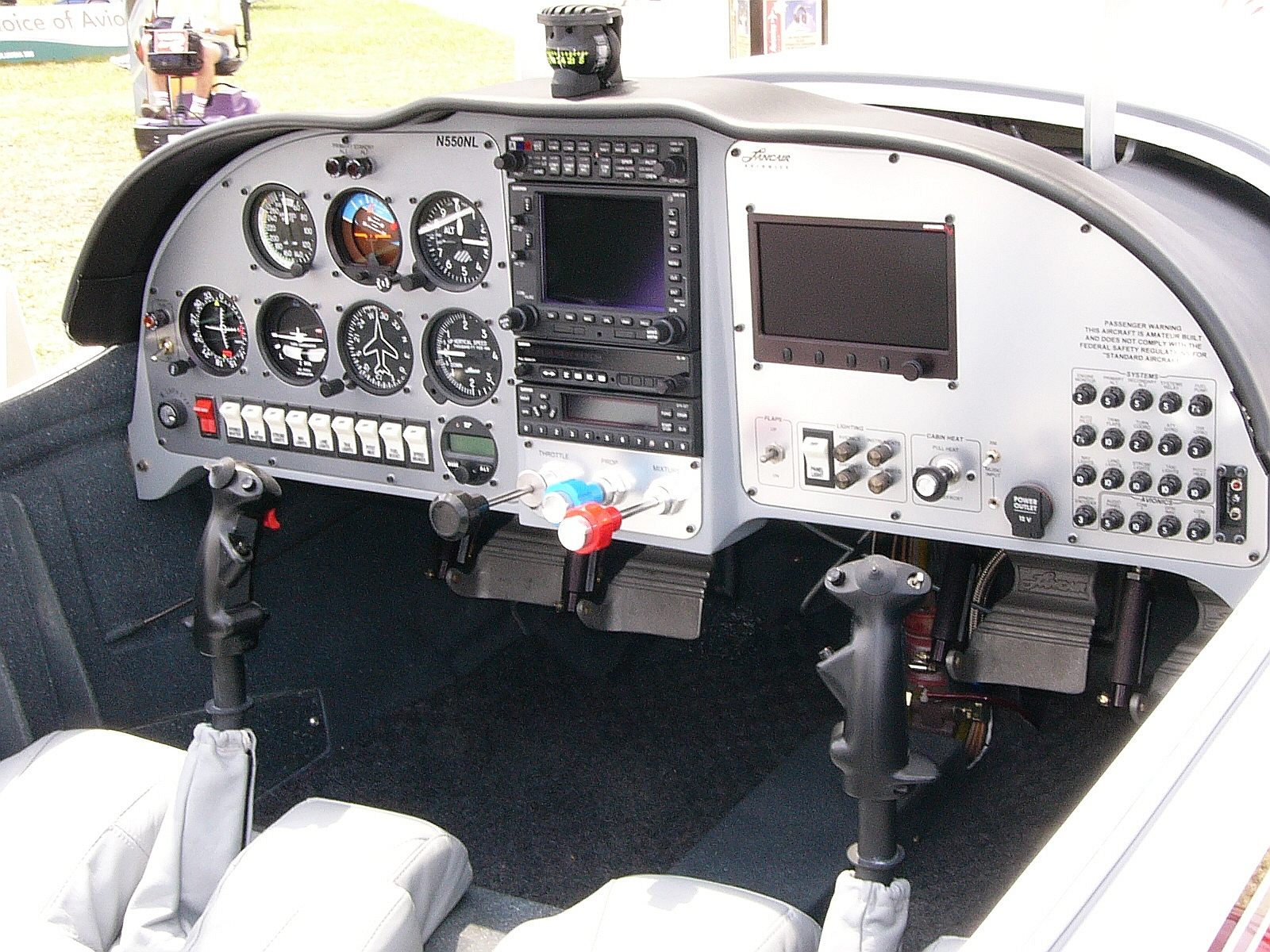
Panel de instrumentos Legacy FG
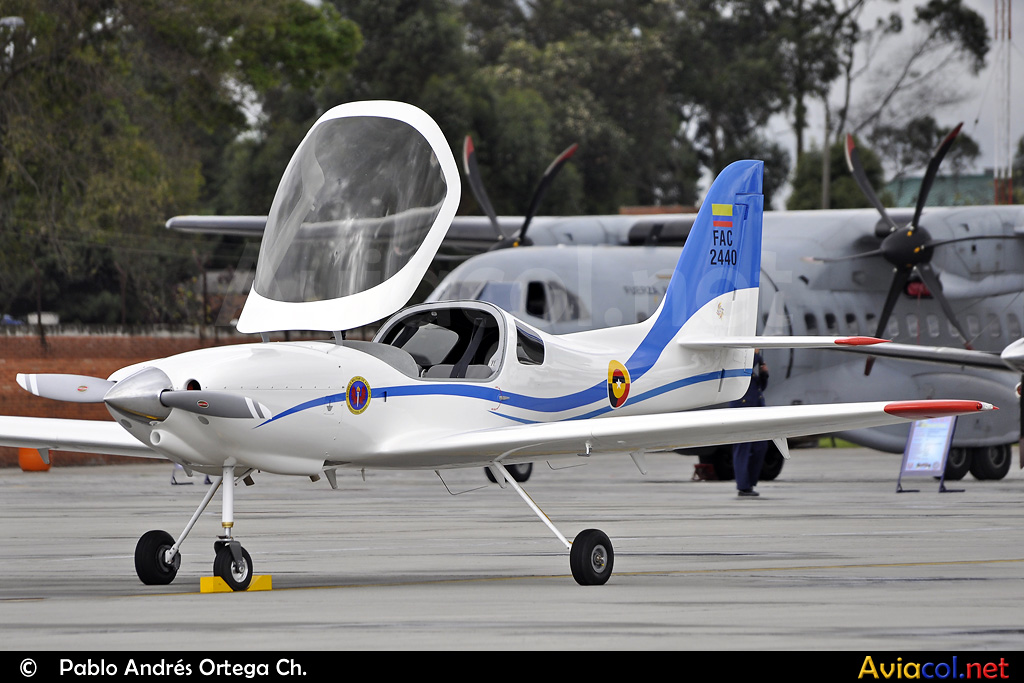
T-90 Calima de la FAC.
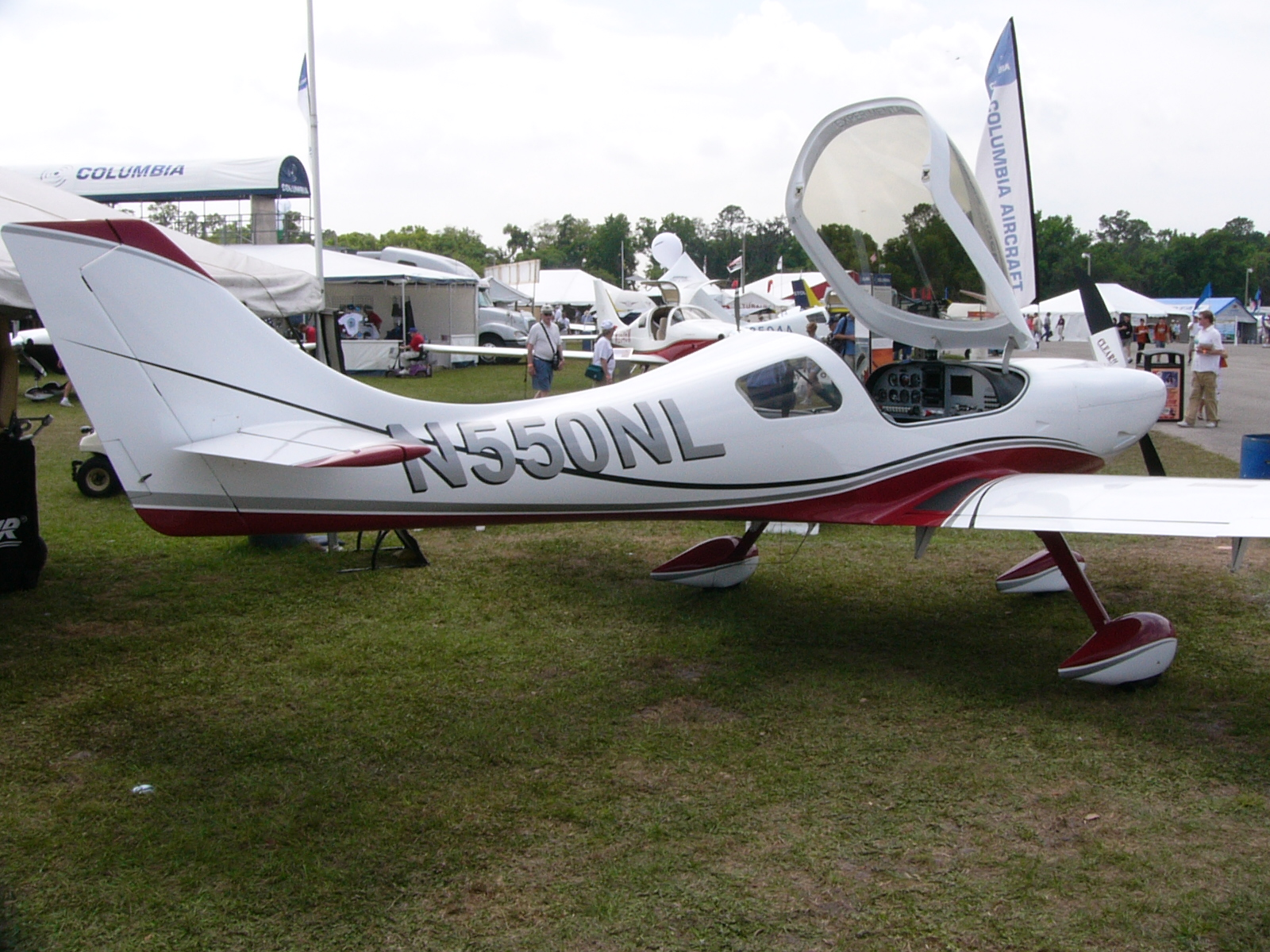
Legacy FG
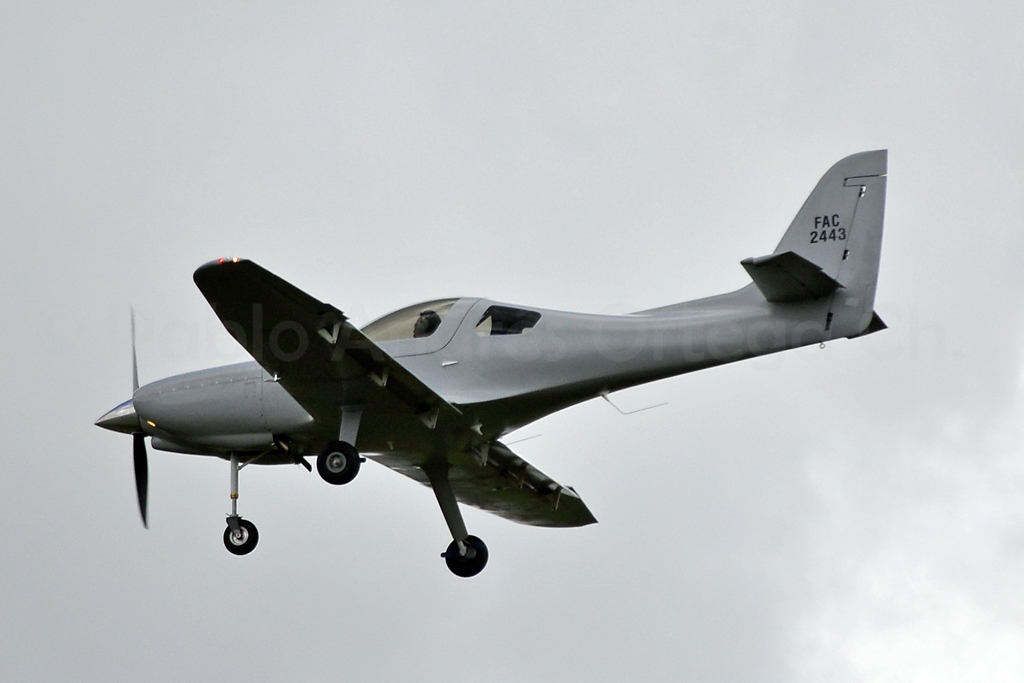
T-90 Calima en aproximación final
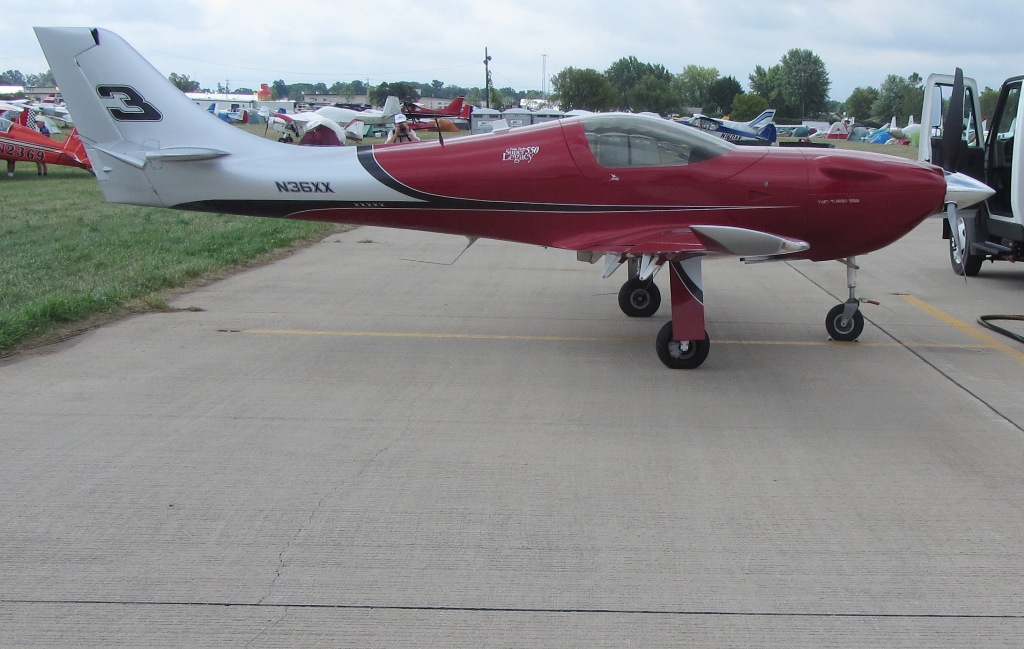
Lancair Super Legacy 550 Twin Turbo
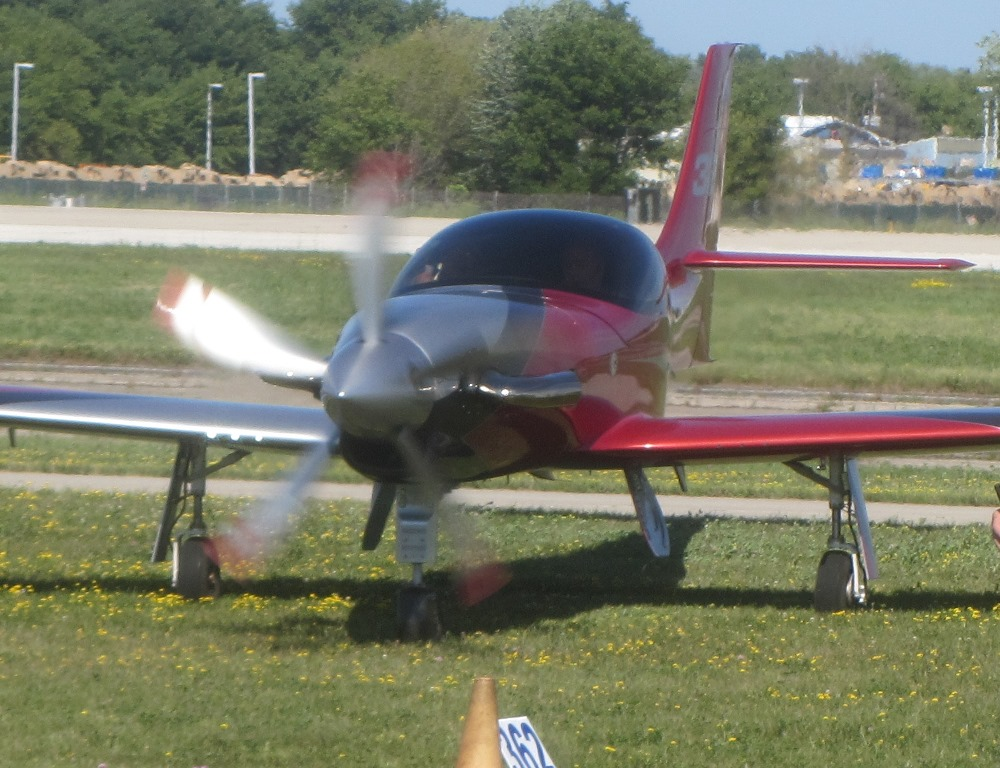
Lancair Legacy turbohélice